# Tijan Marovt
Tijan Marovt, slovenski alpski smučar, * 8. julij 1998, Slovenske Konjice. 
Marovt je bil član kluba ASK Branik Maribor. Nastopil je na svetovnem mladinskem prvenstvu leta 2019, ko je dosegel svojo najboljšo uvrstitev s 34. mestom v kombinaciji. Na svetovnih prvenstvih je nastopil v letih 2019, 2021 in 2023, leta 2019 je bil deveti na ekipni tekmi, leta 2021 pa 18. v slalomu. V svetovnem pokalu je debitiral 10. marca 2019 na slalomu za Pokal Vitranc v Kranjski Gori, ko je odstopil. V sezoni 2023/24 je postal slovenski državni prvak v slalomu. Skupno je v svetovnem pokalu nastopil na 32 tekmah, od tega je 22-krat odstopil, nikoli se mu ni uspelo uvrstiti med dobitnike točk, zaradi česar je 2. februarja 2025 končal kariero pri 26 letih.